# Stolniceni (okręg Botoszany)
Stolniceni – wieś w Rumunii, w okręgu Botoszany, w gminie Răuseni. W 2011 roku liczyła 264 mieszkańców.